# Hláčovo
Hláčovo (1282 m) – szczyt w Niżnych Tatrach na Słowacji. Znajduje się w północnym grzbiecie Chabenca, tworzącym zachodnie ograniczenie Krížskiej doliny (Krížska dolina). Północny grzbiet Hláčovo poprzez bezimienny wierzchołek 1032 m opada do Kotliny Liptowskiej pomiędzy miejscowościami Liptovské Kľačany i Dúbrava. W masyw Hláčovo wcina się kilka dolinek wciosowych, dnem których spływają potoki. Z dolnej części północno-wschodnich stoków spływa potok Črvník, w stoki północne wcina się dopływ potoku Dúbravka,  w stoki południowe między Hláčovo a szczyt Dechtárska hora wcina się potok uchodzący do Palúdžanki. Południowo-zachodnie stoki Hláčovo opadają do dolinki o nazwie Ľubeľska dolina.
Hláčovo jest porośnięte lasem świerkowym, ale znajduje się na jego stokach kilka polan, zwłaszcza na północnych stokach masywu. W całości znajduje się poza granicami Parku Narodowego Niżne Tatry i nie prowadzi przez niego żaden szlak turystyczny.